# Кучеренко, Ольга Сергеевна
О́льга Серге́евна Кучере́нко (род. 5 ноября 1985 года в Волгограде, СССР) — российская прыгунья в длину. Бронзовый призёр чемпионата Европы в помещении 2009 года и чемпионата Европы 2010 года. Чемпионка России в помещении 2009 года.

## Биография
Тренировалась под руководством Галины Шкурлатовой.
1 февраля 2017 года РУСАДА сообщила о дисквалификации спортсменки из-за нарушения антидопинговых правил. Все результаты начиная с 28 августа 2011 года, включая серебряную медаль Чемпионата мира по лёгкой атлетике 2011 в Тэгу, аннулированы.

## Спортивные результаты
| Год  | Турнир                                       | Город                      | Место | Результат |
| ---- | -------------------------------------------- | -------------------------- | ----- | --------- |
| 2010 | Кубок губернатора                            | Волгоград, Россия          | 3     | 6,57 м.   |
| 2010 | Кубок губернатора Краснодарского края        | Краснодар, Россия          | 1     | 6,71 м.   |
| 2010 | Русская Зима                                 | Москва, Россия             | 2     | 6,71 м.   |
| 2010 | Соревнования по легкой атлетике              | Бекешчаба, Венгрия         | 1     | 6,83 м    |
| 2010 | Бишлеттские игры                             | Осло, Норвегия             | 1     | 6,91 м    |
| 2010 | 10-й европейский легкоатлетический фестиваль | Быдгощ, Польша             | 3     | 6,57 м.   |
| 2010 | 2-й командный чемпионат Европы СПАР          | Берген, Норвегия           | 2     | 6,67 м    |
| 2010 | DAK Leichtathletik-Gala                      | Бохум-Ваттеншейд, Германия | 1     | 6,90 м    |
| 2010 | Атлетиссима                                  | Лозанна, Швейцария         | 5     | 6,16 м    |
| 2010 | Чемпионат России                             | Саранск, Россия            | 4     | 6,78 м    |
| 2010 | Арева                                        | Париж, Франция             | 6     | 6,56 м    |
| 2010 | Чемпионат Европы по лёгкой атлетике 2010     | Испания, Барселона         | 3     | 6.84 м    |
| 2010 | Командный чемпионат России 2010              | Сочи, Россия               | 1     | 7.13 м    |